# Luca Fazzini
Luca Fazzini (Lugano, 17 marzo 1995) è un hockeista su ghiaccio svizzero che gioca, dalla stagione 2012-2013, nella Lega Nazionale A con l'HC Lugano.

## Statistiche
Statistiche aggiornate a giugno 2013.

### Club
| Stagione | Squadra    | Stagione regolare | Stagione regolare | Stagione regolare | Stagione regolare | Stagione regolare | Stagione regolare | Playoff | Playoff | Playoff | Playoff | Playoff |
| Stagione | Squadra    | Lega              | P                 | G                 | A                 | Pt                | PIM               | P       | G       | A       | Pt      | PIM     |
| -------- | ---------- | ----------------- | ----------------- | ----------------- | ----------------- | ----------------- | ----------------- | ------- | ------- | ------- | ------- | ------- |
| 2007-08  | Lugano U15 | Top Mini          | 26                | 38                | 19                | 57                | 82                |         |         |         |         |         |
| 2008-09  | Lugano U15 | Top Mini          | 27                | 38                | 25                | 63                | 56                |         |         |         |         |         |
| 2009-10  | Lugano U15 | Top Mini          | 11                | 26                | 14                | 40                | 10                |         |         |         |         |         |
|          | Lugano U17 | Elite Novizen     | 31                | 20                | 12                | 32                | 46                | 12      | 8       | 4       | 12      | 6       |
| 2010-11  | Lugano U17 | Elite Novizen     | 17                | 16                | 9                 | 25                | 113               | 4       | 4       | 4       | 8       | 2       |
|          | Lugano U20 | Elite Jr. A       | 14                | 10                | 5                 | 15                | 4                 | 1       | 0       | 0       | 0       | 0       |
| 2011-12  | Lugano U17 | Elite Novizen     | 21                | 39                | 13                | 52                | 69                | 7       | 7       | 6       | 13      | 33      |
|          | Lugano U20 | Elite Jr. A       | 27                | 19                | 9                 | 28                | 16                | -       | -       | -       | -       | -       |
| 2012-13  | Lugano U20 | Elite Jr. A       | 15                | 16                | 9                 | 25                | 69                | 3       | 1       | 1       | 2       | 2       |
|          | Lugano     | NLA               | 21                | 2                 | 1                 | 3                 | 2                 | 6       | 0       | 0       | 0       | 2       |
| 2013-14  | Lugano     | NLA               | 0                 | 0                 | 0                 | 0                 | 0                 |         |         |         |         |         |

### Nazionale
| Stagione | Livello               | Risultati        | Risultati | Risultati | Risultati | Risultati | Risultati |
| Stagione | Livello               | Competizione     | P         | G         | A         | Pt        | PIM       |
| -------- | --------------------- | ---------------- | --------- | --------- | --------- | --------- | --------- |
| 2010-11  | Switzerland U16 (all) | International-Jr | 13        | 6         | 3         | 9         | 6         |
| 2011-12  | Switzerland U17 (all) | International-Jr | 7         | 8         | 2         | 10        | 12        |
|          | Switzerland U18 (all) | International-Jr | 12        | 6         | 1         | 7         | 6         |
| 2012-13  | Switzerland U18 (all) | International-Jr | 8         | 2         | 5         | 7         | 2         |
|          | Switzerland U19/20    | WJAC-19          | 5         | 4         | 1         | 5         | 4         |
|          | Switzerland U20 (all) | International-Jr | 5         | 4         | 1         | 5         | 4         |
|          | Switzerland U18       | WJC-18           | 5         | 0         | 5         | 5         | 2         |